# Copa Interamericana 1980
La Copa Interamericana 1980 fue la séptima edición del torneo organizado entre Conmebol y Concacaf. Se jugó entre febrero y marzo de 1980, en partidos de ida y vuelta entre los clubes Olimpia de Paraguay y el Club Deportivo FAS de El Salvador. El partido de ida terminó con empate 3 a 3 y en el de vuelta concluyó con un contundente 5 a 0 a favor del club paraguayo, siendo esta la mayor goleada en la historia del torneo.

## Clubes clasificados
Se decidieron en 1979 en las dos máximas competiciones de las confederaciones de fútbol del continente americano.
| Conmebol (Sudamérica)                       |  | Olimpia |  | Campeón de la Copa Libertadores (1979)                |
| Concacaf (Norte, Centroamérica y el Caribe) |  | FAS     |  | Campeón de la Copa de Campeones de la Concacaf (1979) |

## Partidos

### Partido de ida
| 16 de febrero de 1980 | FAS                                  | 3:3 (0:2) | Olimpia                      | Estadio Cuscatlán, San Salvador                                |                                                                |
|                       | Casadei 58, 72' · Abraham 69' (pen.) |           | Solalinde 5' · Isasi 28, 60' | Asistencia: 30 000 espectadores Árbitro(s): Carlos Luis Alfaro | Asistencia: 30 000 espectadores Árbitro(s): Carlos Luis Alfaro |

|    | POR | Mauricio Castillo      |       |
|    | DEF | Billy Bou              |       |
|    | DEF | Héctor Piccioni        | Salió |
|    | DEF | Gonzalo Henríquez      |       |
|    | DEF | Carlos Recinos         |       |
|    | MED | Manolo Álvarez         |       |
|    | MED | Amado Abraham          |       |
|    | MED | Alfredo Erazo          |       |
|    | DEL | Juan Quinteros         |       |
|    | DEL | David Cabrera          | Salió |
|    | DEL | Raúl Casadei           |       |
| DT | DT  | Juan Francisco Barraza |       |

|    | POR | Ever Hugo Almeida   |       |
|    | DEF | Alicio Solalinde    |       |
|    | DEF | Roberto Paredes     |       |
|    | DEF | Rubén Jiménez       |       |
|    | DEF | Alberto Giudice     |       |
|    | MED | Luis Torres         |       |
|    | MED | Carlos Kiese        |       |
|    | MED | Miguel Michelagnoli | Salió |
|    | DEL | Evaristo Isasi      |       |
|    | DEL | Carlos Yaluk        |       |
|    | DEL | Osvaldo Aquino      | Salió |
| DT | DT  | Luis Cubilla        |       |

|  | DEF | Marco Ramírez  | Entró |
|  | DEL | Jorge González | Entró |

|  | MED | Rogelio Delgado | Entró |
|  | DEL | Eduardo Ortiz   | Entró |

|       | 58' | Raúl Roberto Casadei |
| Penal | 69' | Amado Abraham        |
|       | 72' | Raúl Roberto Casadei |

|  | 5'  | Alicio Solalinde |
|  | 28' | Evaristo Isasi   |
|  | 60' | Evaristo Isasi   |

|    | POR | Mauricio Castillo      |       |
|    | DEF | Billy Bou              |       |
|    | DEF | Héctor Piccioni        | Salió |
|    | DEF | Gonzalo Henríquez      |       |
|    | DEF | Carlos Recinos         |       |
|    | MED | Manolo Álvarez         |       |
|    | MED | Amado Abraham          |       |
|    | MED | Alfredo Erazo          |       |
|    | DEL | Juan Quinteros         |       |
|    | DEL | David Cabrera          | Salió |
|    | DEL | Raúl Casadei           |       |
| DT | DT  | Juan Francisco Barraza |       |

|    | POR | Ever Hugo Almeida   |       |
|    | DEF | Alicio Solalinde    |       |
|    | DEF | Roberto Paredes     |       |
|    | DEF | Rubén Jiménez       |       |
|    | DEF | Alberto Giudice     |       |
|    | MED | Luis Torres         |       |
|    | MED | Carlos Kiese        |       |
|    | MED | Miguel Michelagnoli | Salió |
|    | DEL | Evaristo Isasi      |       |
|    | DEL | Carlos Yaluk        |       |
|    | DEL | Osvaldo Aquino      | Salió |
| DT | DT  | Luis Cubilla        |       |

|  | DEF | Marco Ramírez  | Entró |
|  | DEL | Jorge González | Entró |

|  | MED | Rogelio Delgado | Entró |
|  | DEL | Eduardo Ortiz   | Entró |

|       | 58' | Raúl Roberto Casadei |
| Penal | 69' | Amado Abraham        |
|       | 72' | Raúl Roberto Casadei |

|  | 5'  | Alicio Solalinde |
|  | 28' | Evaristo Isasi   |
|  | 60' | Evaristo Isasi   |

### Partido de vuelta
| 16 de marzo de 1980 | Olimpia                                           | 5:0 (2:0) | FAS | Estadio Defensores del Chaco, Asunción                         |                                                                |
|                     | Aquino 12' · Michelagnoli 43, 58, 81' · Ortíz 60' |           |     | Asistencia: 18 516 espectadores Árbitro(s): Edison Pérez Núñez | Asistencia: 18 516 espectadores Árbitro(s): Edison Pérez Núñez |

|    | POR | Ever Hugo Almeida    |     |
|    | DEF | Alicio Solalinde     |     |
|    | DEF | Roberto Paredes      |     |
|    | DEF | Flaminio Sosa        |     |
|    | DEF | Daniel Di Bartolomeo |     |
|    | MED | Luis Torres          |     |
|    | MED | Carlos Kiese         |     |
|    | MED | Osvaldo Aquino       |     |
|    | DEL | Evaristo Isasi       | 7'  |
|    | DEL | Carlos Yaluk         | 70' |
|    | DEL | Miguel Michelagnoli  |     |
| DT | DT  | Luis Cubilla         |     |

|    | POR | Mauricio Castillo      |     |
|    | DEF | Carlos Recinos         |     |
|    | DEF | Gonzalo Henríquez      | 20' |
|    | DEF | Jaime Rodríguez        |     |
|    | DEF | Billy Bou              |     |
|    | MED | Norberto Huezo         |     |
|    | MED | Amado Abraham          |     |
|    | MED | Manolo Álvarez         |     |
|    | DEL | Jorge González         |     |
|    | DEL | David Arnoldo Cabrera  | 35' |
|    | DEL | Alfredo Erazo          |     |
| DT | DT  | Juan Francisco Barraza |     |

|  | DEL | Eduardo Ortiz | 7'  |
|  | DEL | J. Díaz       | 70' |

|  | DEF | Héctor Piccioni | 20' |
|  | DEL | Raúl Casadei    | 35' |

|  | 12' | Osvaldo Aquino      |
|  | 43' | Miguel Michelagnoli |
|  | 58' | Miguel Michelagnoli |
|  | 60' | Eduardo Ortiz       |
|  | 81' | Miguel Michelagnoli |

|    | POR | Ever Hugo Almeida    |     |
|    | DEF | Alicio Solalinde     |     |
|    | DEF | Roberto Paredes      |     |
|    | DEF | Flaminio Sosa        |     |
|    | DEF | Daniel Di Bartolomeo |     |
|    | MED | Luis Torres          |     |
|    | MED | Carlos Kiese         |     |
|    | MED | Osvaldo Aquino       |     |
|    | DEL | Evaristo Isasi       | 7'  |
|    | DEL | Carlos Yaluk         | 70' |
|    | DEL | Miguel Michelagnoli  |     |
| DT | DT  | Luis Cubilla         |     |

|    | POR | Mauricio Castillo      |     |
|    | DEF | Carlos Recinos         |     |
|    | DEF | Gonzalo Henríquez      | 20' |
|    | DEF | Jaime Rodríguez        |     |
|    | DEF | Billy Bou              |     |
|    | MED | Norberto Huezo         |     |
|    | MED | Amado Abraham          |     |
|    | MED | Manolo Álvarez         |     |
|    | DEL | Jorge González         |     |
|    | DEL | David Arnoldo Cabrera  | 35' |
|    | DEL | Alfredo Erazo          |     |
| DT | DT  | Juan Francisco Barraza |     |

|  | DEL | Eduardo Ortiz | 7'  |
|  | DEL | J. Díaz       | 70' |

|  | DEF | Héctor Piccioni | 20' |
|  | DEL | Raúl Casadei    | 35' |

|  | 12' | Osvaldo Aquino      |
|  | 43' | Miguel Michelagnoli |
|  | 58' | Miguel Michelagnoli |
|  | 60' | Eduardo Ortiz       |
|  | 81' | Miguel Michelagnoli |

|                             |
| Bandera de Paraguay         |
| Campeón Olimpia 1.er título |